# Джон Тодд Зіммер
Джон Тодд Зіммер (англ. John Todd Zimmer; 28 лютого 1889 — 6 січня 1957) — американський орнітолог. Автор описання нових видів.
Навчався у Університеті Небраски-Лінкольна. У сферу його інтересів входили як ентомологія, так і орнітологія. З 1913 року працював сільськогосподарським радником на Філіппінах, а пізніше в Новій Гвінеї. Під час служби він зібрав важливі колекції зразків птахів. Після повернення до США став співробітником Музею природної історії Філда, де склав «Каталог орнітологічної бібліотеки Ейєра» та брав участь в експедиціях до Африки та Перу.
У 1930 році Френк Чепмен запросив його на посаду помічника куратора департаменту птахів в Американському музеї природної історії в Нью-Йорку, де він пропрацював до кінця свого життя. Зіммер систематично переглядав таксономію птахів Перу та їхніх родичів в інших частинах Південної Америки, а в останні роки поєднав це з дослідженнями тиранових птахів, підготувавши розділ про Tyrannidae для Check-list of Birds of the World.
Зіммер був членом Американської орнітологічної спілки і редактором її журналу The Auk з 1942 по 1948 роки.
На честь Зіммера названо:
- рід тиранових птахів Zimmerius;
- вид землерийок Crocidura zimmeri;
- види птахів Synallaxis zimmeri та Scytalopus zimmeri.